# طارق الحبيب
طارق بن علي الحبيب (16 أكتوبر 1966)، طبيب نفسي سعودي. ولد في محافظة عنيزة في منطقة القصيم، حاصل على بكالوريوس الطب والجراحة من جامعة الملك سعود، ثم واصل دراساته العليا في الطب النفسي في أيرلندا وبريطانيا، وتتركز اهتماماته العلمية في علاج الاضطرابات الوجدانية وفي مهارات التعامل مع الضغوط النفسية وفي علاقة الدين بالصحة النفسية.

## المناصب والشهادات
- بروفيسور، واستشاري الطب النفسي، والمشرف العام على مراكز مطمئنة الطبية (الرياض - القصيم - الكويت - البحرين - مسقط).
- بروفسور واستشاري الطب النفسي في كلية الطب والمستشفيات الجامعية في جامعة الملك سعود في الرياض.
- مستشار الطب النفسي للهيئة الصحية في إمارة أبو ظبي في دولة الإمارات العربية المتحدة.
- محكم علمي معتمد في المجلة العلمية لمنظمة الصحة العالمية في منطقة حوض البحر الأبيض المتوسط، وكذلك في العديد من المجلات الطبية الأخرى.
- أمين عام المجلس التنفيذي لمؤتمرات العلاج ب القرآن بين الدين والطب.
- مستشار لجنة الطب النفسي والعلاج الروحي في الاتحاد العالمي للطب النفسي.
- له العديد من الأبحاث العلمية المنشورة محليا وعالميا (40 بحثا)، وعضو في العديد من الجمعيات، والاتحادات الطبية النفسية العربية والعالمية.
- له العديد من المؤلفات، والتي قد اعتمد بعضها مرجعا علميا في كليات الطب في بعض الجامعات العربية في السودان ومصر والإمارات والسعودية والكويت والدول المجاورة.
- المستشار النفسي للعديد من القنوات الفضائية العربية.
- المشرف العام على قناة مطمئنة الفضائية.
- بكالوريوس الطب والجراحة جامعة الملك سعود عام 1991 م
- دبلوم الطب النفسي كلية الطب في جامعة الملك سعود عام 1994 م
- شهادة الاختصاص في الطب النفسي الكلية الملكية للجراحين في أيرلندا فبراير 1995 م
- البورد الأردني في الطب النفسي المجلس الطبي الأردني 1996 م
- زمالة في الطب النفسي كلية الطب جامعة الملك سعود 1996 م
- محاضر في قسم الطب النفسي بكلية الطب في جامعة الملك سعود 1996 م
- أستاذ مساعد في الطب النفسي بكلية الطب في جامعة الملك سعود 1997 م
- استشاري الطب النفسي بمستشفى الملك خالد الجامعي بجامعة الملك سعود 1998 م
- ممتحن لطلاب دبلوم ممارسة الطب النفسي بكلية طب عين شمس في جمهورية مصر العربية منذ 1999 م
- رئيس منتدى الأطباء النفسيين بمنطقة القصيم من 1998-2002 م
- رئيس قسم الطب النفسي بكلية الطب ومستشفى الملك خالد الجامعي من 1998-2002 م
- عضو اللجنة العلمية في الاجتماع الإقليمي للاتحاد العالمي للطب النفسي في مصر عام 2000
- يٌشارك في برنامج ام بي سي في أسبوع ويبدي رأيه اسبوعيا.

## المؤلفات
- 1- التربية الدينية في المجتمع السعودي.
- 2- الفصام.
- 3- مفاهيم خاطئة عن الطب النفسي.
- 4- العلاج النفسي والعلاج بالقرآن.
- 5- الطب النفسي المبسط.
- 6- علمتني أمي.
- 7- نحو نفس مطمئنة واثقة.
- 8- لمحة موجزة عن تاريخ الطب النفسي في بلادالمسلمين.
- 9- الوسواس القهري.
- 10 - كيف تحاور.